# João Gualberto de Oliveira
João Gualberto de Oliveira, né le 12 juin 1788 à Funchal sur l'île de Madère et mort le 10 février 1852 à Lisbonne, est un homme politique portugais. Il porte les titres de 1er baron, puis le 1er comte de Tojal,.

## Biographie
Il est le fils du docteur João Francisco de Oliveira, médecin de Real Câmara et député des tribunaux en 1822, et de Maria Joaquina Farto,.
Il visite brièvement Londres, puis revient au Portugal après le rétablissement du régime constitutionnel,.
Il entre en politique sans manifester de militantisme politique, mais en tant qu'homme riche avec des connaissances financières et techniques. Il est décrit par Oliveira Martins comme « um homem novo, rico, sem política, banqueiro » (« un homme nouveau, riche, sans politique, banquier »).
En 1837, il devient député des cours constitutionnelles de la nation et, plus tard en juin de la même année, il entre dans la composition du gouvernement, dirigé par António Dias de Oliveira, en tant que ministre des finances. Il garde ce poste dans le gouvernement suivant, sous la présidence de Bernardo de Sá da Bandeira, jusqu'au 17 avril 1838. Il est ensuite nommé ministre de l'Intérieur de la Mer et d'Outre-mer du 25 octobre au 9 novembre 1837, et ministre du Roi du 9 au 21 mars 1838. Il est le nouveau ministre des Finances en 1841. Pendant la révolte de Maria da Fonte, il est de nouveau ministre des Finances en 1847 et ministre des Affaires étrangères dans le dernier gouvernement d'António Bernardo da Costa Cabral, 1er comte de Tomar du 18 juin 1849 à 1851,.

## Vie privée
Il ne s'est jamais marié et a deux filles d'une relation hors mariage,.